# Terra rossa

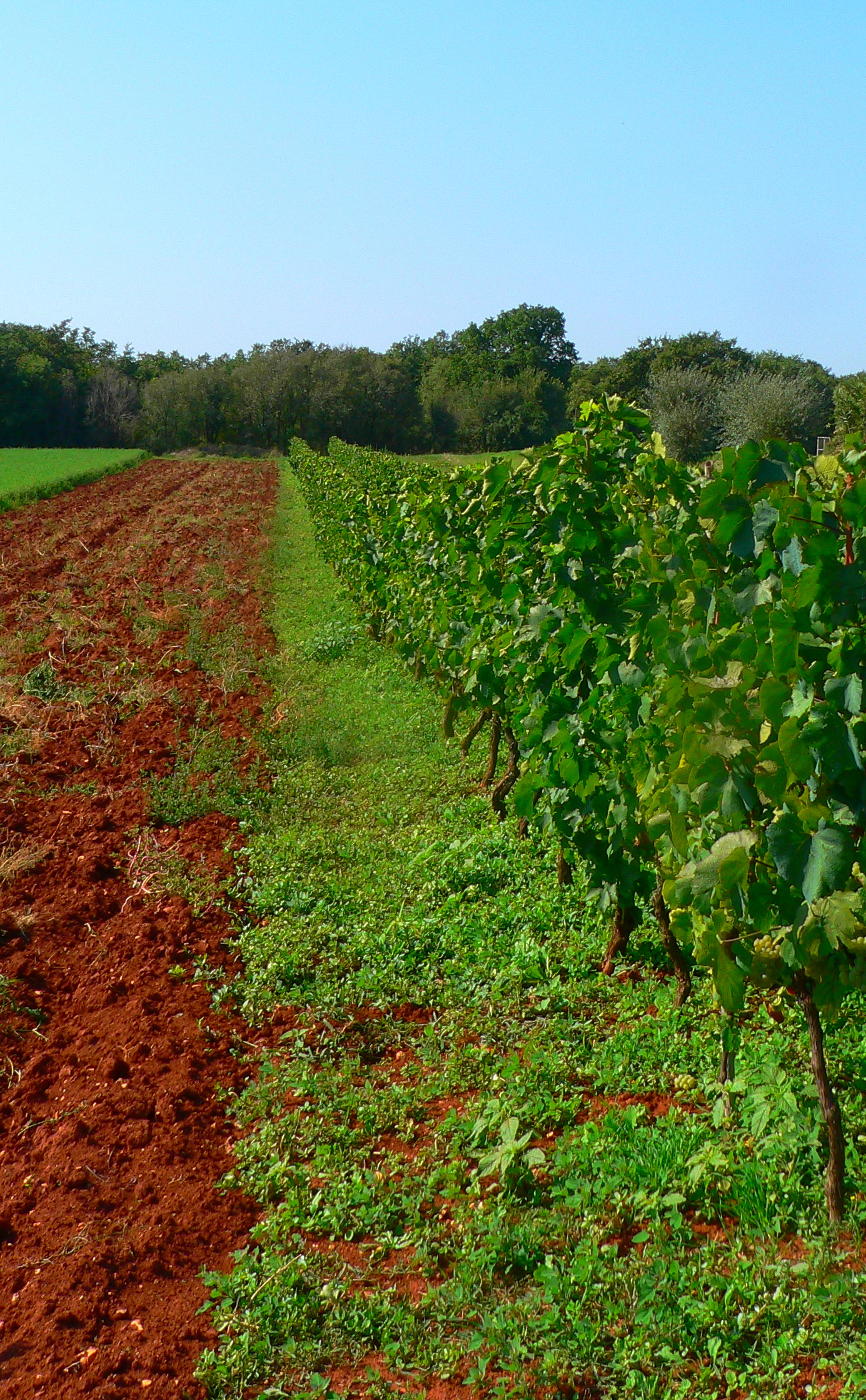
Vinodling i Terra rossa-jordmån

"Terra Rossa" är en sorts jordmån som är rik på järn, därav den röda färgen och därav namnet. Förekommer främst där det råder Medelhavsklimat.